# Franco Sosa
Franco Sebastián Sosa (Monteros, 4 aprile 1981) è un allenatore di calcio ed ex calciatore argentino, di ruolo difensore.